# 轉職必勝班
《轉職必勝班》（日语：エンゼルバンク-ドラゴン桜外伝-，直譯為「天使銀行-龍櫻外傳-」），是三田紀房所畫的日本漫畫作品。於講談社漫畫雜誌《週刊Morning》2007年45號至2010年28號期間連載，單行本全14卷。原文作品標題說明這是《東大特訓班》的延續，在中文版的書名上則是以副標題「東大特訓班外傳」表示。在作品中仍有許多《東大特訓班》的人物出場。
2010年1月播出改編電視劇。

## 劇情簡介
原龍山高中的英文老師井野真真子對於教學感到倦怠而決定轉職。透過櫻木所辦的「商務突破講座」，介紹了轉職業務員海老澤康生給井野。在海老澤與櫻木所說的「人的價值是由市場決定」、「30歲以後要用利息過生活」建議之下，井野接受了海老澤的邀請，進入海老澤所屬的LIFE PARTNERS公司，開始了轉職的事業。

## 登場人物
海老澤康生
轉職事業LIFE PARTNERS公司的轉職代理人。因擁有獨特的價值觀而在公司內被認為怪人。海老澤小學4年級時，利用零食公司的「金天使」與「銀天使」食玩進行交易而產生市場的概念。海老澤自己將這個交易機制稱之為「天使銀行」，體認到「價值是由市場決定」，並因此發展出之後的價值觀。
井野真真子
原龍山高中的英文老師。轉值到海老澤的公司當轉職業務員。有時會跑到｢櫻木律師事務所｣找櫻木律師抬槓。
櫻木健二
《東大特訓班》的男主角，原來是暴走族，後來成為律師，在龍山高中破產前一刻依照「民事再生法」提出改善計畫並獲得成功，並且也在之後成功救起數個學校，被稱為「學校法人的救世主」。說話毒舌(由其是針對井野)。
山口彬裕
井野在轉職後第一個客人。
水野直美
《東大特訓班》的人物，考上東京大學。因為經歷過貧困的生活，所以夢想要有錢。其家境雖然還是卡拉OK店，但已好轉。
本田美智子
《東大特訓班》的人物，原矢島勇介的家庭教師。東大經濟系畢業，原本在一間投信業工作，然而厭倦跑去聽櫻木的轉職講座。
矢島勇介
《東大特訓班》的人物，後來也考上東大理I組，似乎對水野已放下競爭的心態，與水野變成好友。

## 出版書籍
| 卷數 | 講談社         | 講談社                 | 台灣東販       | 台灣東販               |
| 卷數 | 發售日期       | ISBN                   | 發售日期       | ISBN                   |
| ---- | -------------- | ---------------------- | -------------- | ---------------------- |
| 1    | 2008年1月23日  | ISBN 978-4-06-372661-9 | 2009年8月12日  | ISBN 978-986-251-001-8 |
| 2    | 2008年4月23日  | ISBN 978-4-06-372684-8 | 2009年8月12日  | ISBN 978-986-251-002-5 |
| 3    | 2008年7月23日  | ISBN 978-4-06-372719-7 | 2009年10月20日 | ISBN 978-986-251-044-5 |
| 4    | 2008年10月23日 | ISBN 978-4-06-372742-5 | 2009年12月18日 | ISBN 978-986-251-091-9 |
| 5    | 2009年1月23日  | ISBN 978-4-06-372770-8 | 2010年3月22日  | ISBN 978-986-251-149-7 |
| 6    | 2009年4月23日  | ISBN 978-4-06-372790-6 | 2010年5月19日  | ISBN 978-986-251-190-9 |
| 7    | 2009年7月23日  | ISBN 978-4-06-372819-4 | 2010年8月11日  | ISBN 978-986-251-231-9 |
| 8    | 2009年10月23日 | ISBN 978-4-06-372841-5 | 2010年10月22日 | ISBN 978-986-251-299-9 |
| 9    | 2009年12月22日 | ISBN 978-4-06-372857-6 | 2010年12月20日 | ISBN 978-986-251-351-4 |
| 10   | 2010年1月22日  | ISBN 978-4-06-372870-5 | 2011年2月15日  | ISBN 978-986-251-373-6 |
| 11   | 2010年2月23日  | ISBN 978-4-06-372892-7 | 2011年4月22日  | ISBN 978-986-251-443-6 |
| 12   | 2010年4月23日  | ISBN 978-4-06-372898-9 | 2011年6月24日  | ISBN 978-986-251-487-0 |
| 13   | 2010年5月21日  | ISBN 978-4-06-372912-2 | 2011年8月9日   | ISBN 978-986-251-513-6 |
| 14   | 2010年8月23日  | ISBN 978-4-06-372928-3 | 2011年10月19日 | ISBN 978-986-251-576-1 |

## 電視劇
改編連續劇於2010年1月14日至3月11日於每週四晚上21:00（日本標準時間）在朝日電視台系列播出。本劇為長谷川京子初為人母後參與演出的產後復出作品。

### 主要角色
- 井野真真子 - 長谷川京子
- 田口僚太 - 瑛士
- 野野村南 - 村上知子（日语：村上知子）（森三中）
- 江村夏生 - 中村蒼
- 小笠原愛實（小笠原マナミ） - 大島優子（AKB48）
- 北城薰 - 君澤勇氣（君沢ユウキ）
- 日比野糸子 - 奧村佳惠
- 唐木田衿子 - 鈴木美惠
- 川添甚助 - 尾美利德
- 唐木田力哉 - 高知東生
- 園池真二郎 - 西岡德馬
- 海老澤康生 - 生瀨勝久

### 客串角色
第1話
- 藤川花凛 - 新垣結衣
- 長野彌生 - 奧貫薰（日语：奥貫薫）
- 長野力哉 - 矢柴俊博
- 中森勘一 - 小野武彥（日语：小野武彦）
- 私立榮琳高校校長 - 須永慶
- 勝間和代（日语：勝間和代） （本人）

第2話
- 山口彬裕 - 忍成修吾
- 竹田信也 - 中原丈雄

第3話
- 北川久美子 - 櫻井淳子
- 岡本麗華 - 羽田美智子
- 保育士 - 今井理香

第4話
- 江村良男 - 北見敏之
- 室田 - 升毅
- 中島文雄 - 中丸新將

第5話
- 內藤浩也 - 長谷川朝晴
- 內藤梓 - 伊藤愛子（日语：いとうあいこ）
- 牧原輝明 - 田中實
- 並木勝三 - 鶴田忍
- 市岡一樹 - 大衛伊東（日语：デビット伊東）

第6話
- 松沢美奈〔松澤美奈〕 - 小澤真珠
- 森田武雄 - 山崎樹範
- 豐島 - 石丸謙二郎
- 沖田舞子 - 杉麻李沙（日语：杉ありさ）
- 勝田和宏（日语：勝田和宏）（本人飾演，當時為朝日電視台主播）
- 前田有紀（本人飾演，朝日電視台主播）
- 竹內由惠（本人飾演，朝日電視台主播）

第7話
- 廣瀨芳子 - 小林涼子
- 石井行弘 - 葛山信吾
- 笹塚 - 加藤虎之介
- 笹塚美樹子 - 黑坂真美（日语：黒坂真美）
- 石井的戀人 - 三浦葵（日语：三浦葵）

最終話
- 岡島和沙 - 鈴木砂羽（日语：鈴木砂羽）
- 岡島貴臣 - 鈴木浩介
- 岡島福紀 - 藤田弓子（日语：藤田弓子）
- 原田佳奈

### 工作人員
- 原作：三田紀房（講談社「週刊Morning」連載中）
- 脚本：荒井修子
- 導演：片山修、梶山貴弘（朝日電視台）、今井和久、二宮浩行（MMJ）
- 製作人：大川武宏（朝日電視台）、遠田孝一（MMJ（日语：メディアミックス・ジャパン））、布施等（MMJ）、藤田滋生（LesPros entertainment）
- 製作協力：LesPros entertainment
- 製作：朝日電視台、MMJ

### 歌曲
- 主題曲：Remioromen「花鳥風月」
- 插曲：鶴（日语：鶴 (バンド)）「小さくても世界は変わってる」

### 播放日程
| 集數                                                           | 播放日期   | 原文標題 | 導演     | 收視率 |
| -------------------------------------------------------------- | ---------- | -------- | -------- | ------ |
| 第1話                                                          | 2010/01/14 |          | 片山修   | 7.5%   |
| 第2話                                                          | 2010/01/21 |          | 片山修   | 6.1%   |
| 第3話                                                          | 2010/01/28 |          | 今井和久 | 7.0%   |
| 第4話                                                          | 2010/02/04 |          | 今井和久 | 4.7%   |
| 第5話                                                          | 2010/02/18 |          | 二宮浩行 | 5.1%   |
| 第6話                                                          | 2010/02/25 |          | 梶山貴弘 | 6.4%   |
| 第7話                                                          | 2010/03/04 |          | 二宮浩行 | 6.3%   |
| 第8話 （最終話）                                               | 2010/03/11 |          | 二宮浩行 | 5.9%   |
| 平均收視率6.1%（收視率為Video Research調查關東地區的統計資料） |            |          |          |        |

## 外部連結
- テレビ朝日｜エンゼルバンク～転職代理人（日語）
- 上班族必看-轉職必勝班